# Jitaúna
Jitaúna este un oraș în statul Bahia (BA) din Brazilia.